# Cantopop
La cantopop est un genre musical désignant la musique chinoise de Hong Kong. Ce terme abrégé vient de l'expression Cantonese Popular music, qui signifie « Musique populaire cantonaise ». Il est parfois qualifié de HK-pop, terme venant de l'abréviation Hong Kong popular music. Il est classé comme un sous-genre de la musique populaire chinoise, la C-pop.
La cantopop tire son influence non seulement d'autres formes de musique chinoise, mais également d'une grande variété de styles internationaux, comme le jazz, le rock 'n' roll, le rhythm and blues, la musique électronique, la musique pop occidentale. Les chansons de Cantopop sont presque toujours chantées en cantonais. Bénéficiant d'une communauté de fans internationale en particulier dans les pays de l'Asie du Sud-Est comme la Malaisie et Singapour, et dans la province de Guangdong, en Chine continentale, Hong Kong reste la plaque tournante du genre.

## Histoire

### Origines

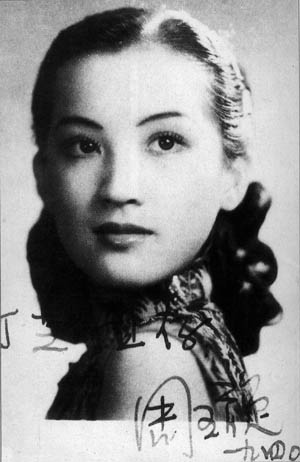
Zhou Xuan.

L'influence de la musique occidentale arrive pour la première fois dans la république de Chine dans les années 1920, particulièrement à Shanghai. L'artiste Zhou Xuan (周璇) est la première chanteuse de cantopop, décédée en 1957 après avoir eu énormément de succès. Quand la république populaire de Chine est établie par le Parti communiste, une des premières mesures prises par le gouvernement était de dénoncer la « musique pop » comme une « pornographie ». Au début des années 1950, d'énormes vagues d'immigrants fuient Shanghai pour des destinations comme Le Point Nord de Hong Kong. En conséquence, beaucoup d'artistes et compositeurs de cantopop sont réclamés de Shanghai.

### Acceptation culturelle
Dans les années 1960, la musique cantonaise disponible à Hong Kong est encore en grande partie limitée à l'opéra traditionnel cantonais et aux interprétations comiques de la musique occidentale. Tang Kee-chan (鄧寄塵), Cheng Kuan-min (鄭君綿) et Tam Ping-man (譚炳文) sont parmi les premiers artistes qui ont enregistré en cantonais. La génération du baby-boom à ce moment préféraient les exportations anglaises et américaines en plus de la musique en mandarin. La culture occidentale était à ce moment-là assimilée à « l'éducation et à la sophistication », et Elvis, Johnny Mathis ainsi que les Beatles étaient célèbres.
Inversement, ceux qui préféraient la musique cantonaise étaient considérés comme démodés ou non instruits. Cheng Kum-cheung (鄭錦昌) et Chan Chai-chung (陳齊頌) étaient deux chanteurs cantonais célèbres qui avaient choisi de cibler précisément la jeune génération. Connie Chan est généralement considérée comme étant la première idole des adolescents de Hong Kong. Josephine Siao (蕭芳芳) est aussi une autre artiste de cette période.

### Années 1970
La décennie précédente servit de base à la création de la nouvelle musique pop de Hong Kong. Beaucoup de groupes de musique locaux imitaient les groupes britanniques et américains. Deux types de musiques cantonaises locales apparurent presque simultanément en 1973. La télévision est une nouvelle merveille technologique disponible surtout pour les riches, et le contenu à l'antenne était très apprécié et respecté. Les soap operas avaient besoin d'être dans l'air du temps, et beaucoup de chansons cantonaises célèbres devinrent des génériques de la télévision. Autour de 1971, Sandra Lang, une chanteuse qui n'avait jamais chanté de Cantopop auparavant, a été invitée à chanter le premier générique cantonais de la télévision The Yuanfen of a Wedding that Cries and Laughs (啼笑姻緣). Cette chanson était une collaboration entre les auteurs-compositeurs Yip Siu-Dak (葉紹德) et le légendaire Joseph Koo (顧嘉煇). C'était légendaire et supérieur aux hit-parades locaux.
Sam Hui, le chanteur principal du groupe Lotus formé à la fin des années 1960, signe pour Polydor en 1972. La chanson qui le rend célèbre est le générique de début du film Games Gamblers Play, dont il est aussi la vedette. La star Roman Tam (羅文) reçoit beaucoup d'éloges. Trois des chanteurs les plus célèbres des soap operas de la télévision étaient Jenny Tseng (甄妮), Liza Wang (汪明荃) et Adam Cheng (鄭少秋). The Wynners (溫拿樂隊) et George Lam (林子祥) amassent aussi une base de grands fans avec leur nouveau style. Samuel Hui continuait à dominer les hit-parades et gagne le Centennial Best Sales Award dans les premier et second IFPI Gold Disc Presentations deux fois de suite en 1977 et 1978. Polydor devient PolyGram en 1978.

### Années 1980–1990
Pendant les années 1980, la cantopop est chantée par de grands artistes connus, les producteurs et les compagnies de disque travaillent alors ensemble. Leslie Cheung (張國榮) devient dès 1983, l’une des stars les plus importantes de cantopop aux côtés d’Anita Mui (梅艷芳) et Alan Tam (譚詠麟).

### Années 2000

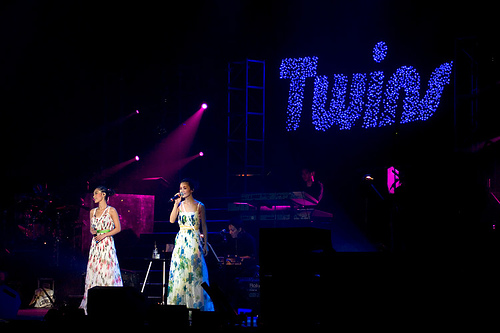
Le groupe Twins en concert en 2007.

À la fin du XXe siècle, la cantopop est encore dominante dans le domaine de la musique populaire chinoise. La mort des stars Leslie Cheung et Anita Mui en 2003 touche l'industrie. Une phase de transition prend place avec la plupart des artistes d'outre-mer comme Nicholas Tse (謝霆鋒) et Coco Lee (李玟) se popularisent. De ce fait, la cantopop ne se limite plus à Hong Kong. 
En 2005, la cantopop connait un nouvel essor. Les sociétés majeures de l'industrie à Hong Kong incluent Gold Typhoon Music Entertainment (EMI Music, Gold Label), Universal Music Group, East Asia Entertainment, Amusic et Emperor Entertainment Group. Les artistes les plus importants de cette ère sont Joey Yung (容祖兒), Twins, Eason Chan (陳奕迅), Miriam Yeung (楊千嬅), Leo Ku, et Janice Vidal. La nouvelle ère assiste à la popularisation de groupes comme at17, Soler, Sunboy'z, Hotcha, Mr. et Rubberband. Des artistes comme Stephy Tang (邓丽欣), Kary Ng, Kenny Kwan et Renee Li entament une carrière en solo. La décennie est également nommée l'« ère du chanteur populaire » (親民歌星).
Plusieurs polémiques touchent des stars de la cantopop à la fin de la décennie. En 2008, un scandale éclate à la suite de la mise en ligne sur Internet de photographies à caractère sexuel de stars comme Edison Chen (陳冠希) et la chanteuse des Twins Gillian Chung (鍾欣桐). Le scandale fait la une des médias locaux pendant un mois, et attire l'attention des médias internationaux,,. Le scandale ternit l'image des Twins, et conduit à leur séparation en juin 2008, quatre mois après la mise en cause de Gillian. Un autre scandale implique Gary Chaw et Justin Lo. Le 24 février 2009, Jill Vidal et son compagnon le chanteur Kelvin Kwan sont appréhendés à Tokyo pour détention de marijuana. Kwan est libéré après 32 jours de prison sans être poursuivi, tandis que Vidal est jugée coupable de détention d'héroïne, et condamnée à deux ans de prison (qu'elle n'a pas effectués),,.

### Déclin
À la suite de la rétrocession de Hong Kong à la Chine en 1997, l'influence de la cantopop diminue. Dans les années 2010, les boys groups et les groupes de Cantopop connaissent un renouveau avec la montée en puissance de C AllStar, RubberBand, Supper Moment, Dear Jane, etc. La présentation des JSG Best Ten Music Awards est très controversée en raison de l'affaire des redevances HKRIA. L'affaire aurait été résolue au début de l'année 2012. En janvier 2012, les JSG Awards 2011 suscitent de nouveau la controverse car l'un des prix les plus importants, celui de la chanson de l'année, a été décerné à Raymond Lam pour sa chanson impopulaire Chok.
En 2015 et 2018, la Commercial Radio Hong Kong's « Ultimate Song Chart Awards Presentation » décerne le prix « My Favorite Male Singer » à James Ng et Louis Koo respectivement, ce qui suscite également la controverse. Depuis lors, la crédibilité de ce prix diminue fortement.
En 2018, Eason Chan sort un album intitulé L.O.V.E. (principalement en cantonais), qui remporte le succès lors de la 30e édition des Golden Melody Awards de Taïwan, remportant des nominations pour trois prix majeurs : Chanson de l'année, Album de l'année et Producteur de l'année, Album. Finalement, le producteur de l'album, Carl Wong, remporte le prix du « Producteur de l'année, album ». C'est la première fois dans l'histoire des Golden Melody Awards qu'un album cantonais remporte ce prix.

### Résurgence des idoles
L'intérêt pour la cantopop se renouvelle au début des années 2020, en partie en raison de la pandémie de Covid-19 à Hong Kong, qui entraîne la fermeture des frontières et la restriction des déplacements. Outre les manifestations de 2019-2020 à Hong Kong et l'adoption de la loi sur la sécurité nationale de Hong Kong en juin 2020, la résurgence de la fierté hongkongaise avait conduit de nombreux natifs de Canton à soutenir les artistes musicaux locaux. Le boys band de cantopop Mirror, formé grâce au concours de chant de ViuTV dans Good Night Show - King Maker en 2018, voit sa popularité monter en flèche pendant cette période en raison de leur image distinctement locale. Les médias les décrivent comme un « phénomène Mirror ». Cependant, leur manque de compétences vocales suscite la controverse et la désapprobation du public.
En février 2021, TVB, la plus grande chaîne de télévision de Hong Kong, lève l'interdiction qui pesait sur quatre des plus grands labels de Hong Kong, permettant ainsi à des artistes n'appartenant pas à TVB de se produire sur la chaîne. Cette mesure est décrite par les médias locaux comme une « relance de l'industrie de la cantopop ». En 2023, Eason Chan sort un nouvel album intitulé Chin Up !, qui comprend une chanson en cantonais Homo Sapiens (人啊人) dont les paroles ont été écrites par Chow Yiu-fai. Cette chanson permet à Chow de remporter la 34e édition des Golden Melody Awards de Taïwan - le prix du meilleur parolier, marquant ainsi la première fois dans l'histoire des Golden Melody Awards qu'une chanson cantonaise nommée et remporte le prix.

## Caractéristiques
Certains cantonophones affirment que la cantopop de Hong Kong doit son origine à Shanghai ou que certaines chansons ressemblent à la pop internationale. Toutefois, Hong Kong est, et reste, le berceau d'une pop chinoise avec ses propres particularités.